# Grundsicherung im Alter und bei Erwerbsminderung

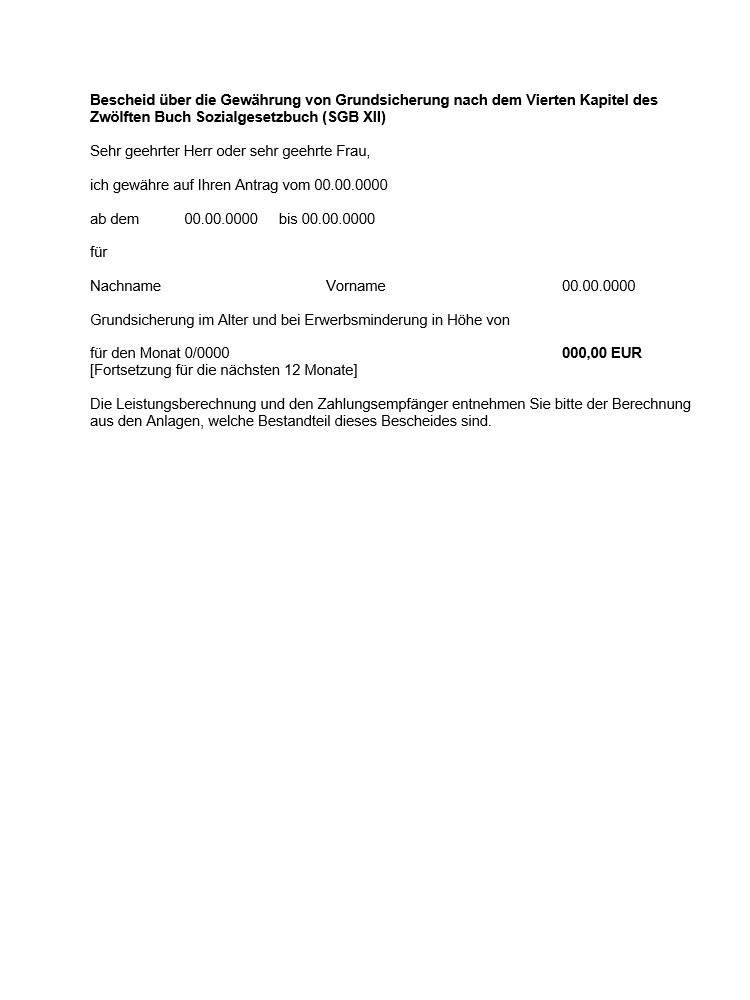
Bescheid

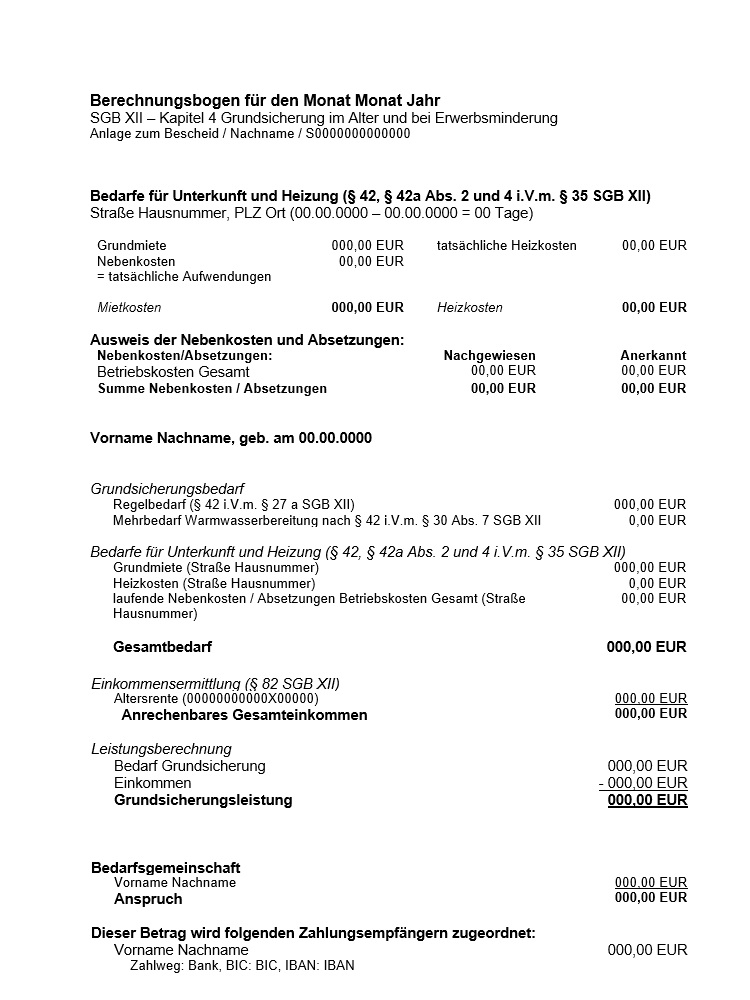
Berechnungsbogen

Die Grundsicherung im Alter und bei Erwerbsminderung (§§ 41 ff. SGB XII) ist eine seit dem 1. Januar 2005 in Deutschland bestehende bedarfsorientierte Sozialleistung zur Sicherstellung des notwendigen Lebensunterhalts bei Hilfebedürftigkeit von Personen, die nicht mehr im Arbeitsleben stehen (über dem Rentenalter oder erwerbsunfähig). Sie greift, wenn das eigene Einkommen (z. B. Leistungen aus der Gesetzlichen Rentenversicherung wie Altersrente oder Erwerbsminderungsrente, plus zusätzliche private Einkünfte) nicht zur Deckung des Lebensunterhaltes ausreicht.
Wem hingegen das Aufnehmen einer Arbeit noch zumutbar ist (Alter unter dem Rentenalter und nicht erwerbsunfähig), der erhält stattdessen Grundsicherung für Arbeitssuchende (auch bekannt als Bürgergeld bzw. „Arbeitslosengeld II“ oder früher „Hartz IV“), mit welchem eine aktive Vermittlung in den Arbeitsmarkt verbunden ist.

## Grundsicherung im Alter und bei Erwerbsminderung
Personen, die die Altersgrenze erreicht haben oder wegen Erwerbsminderung auf Dauer aus dem Erwerbsleben ausgeschieden sind und ihren Lebensunterhalt nicht selbst bestreiten können, erhalten damit eine Unterstützung, mit der das soziokulturelle Existenzminimum abgedeckt werden soll. Die Grundsicherung im Alter und bei Erwerbsminderung ist eine Leistung der Sozialhilfe und erfüllt die gleiche Funktion wie die Hilfe zum Lebensunterhalt, jedoch für einen speziellen Personenkreis.
Der Gesetzgeber hatte zunächst ein eigenständiges Grundsicherungsgesetz (GSiG) verabschiedet, um die Gewährung von Sozialhilfe zu vermeiden. Damit entstanden jedoch zahlreiche Probleme in der Praxis aufgrund des Nebeneinanders zweier beinahe identischer Unterhaltsleistungen (Sozialhilfe/Grundsicherung) und des möglichen Parallelbezugs beispielsweise bei vollstationärer Pflege. Die Integration in die Sozialhilfe ab dem 1. Januar 2005 im SGB XII führte insoweit zu einer Klärung der Rechtsanwendung, als nun die meisten sonstigen Regelungen der Sozialhilfe auch für die Grundsicherung gelten. Jedoch ist das eine Abkehr von der Grundidee, Sozialhilfe zu vermeiden, da nunmehr lediglich eine modifizierte Form von Sozialhilfe vorliegt, die allgemein in Sozialämtern beantragt werden muss. Allerdings kann nun in der Praxis ein erheblicher Aufwand bei der Abgrenzung der Leistungsberechtigung gegenüber der Grundsicherung für Arbeitssuchende (Bürgergeld) nach dem SGB II und der Hilfe zum Lebensunterhalt nach dem SGB XII bei dem Personenkreis der 18- bis 64-Jährigen entstehen, weil eine Zuordnung nach dem Merkmal der „dauernden vollen Erwerbsminderung“ vorzunehmen ist, welches regelmäßig eine medizinische Begutachtung (s. u.) erforderlich macht.
Der Zweck der Grundsicherung „[…] besteht darin, für alte und für dauerhaft erwerbsgeminderte Menschen eine eigenständige soziale Leistung vorzusehen, die den grundlegenden Bedarf für den Lebensunterhalt sicherstellt.“ Zudem gilt die gesetzliche Vermutung, dass das Jahreseinkommen der unterhaltspflichtigen Angehörigen einen Betrag von 100.000 Euro nicht überschreitet (§ 43 Abs. 5 SGB XII). Ein Unterhaltsrückgriff des Sozialhilfeträgers erfolgt grundsätzlich nicht.
Ein Kostenersatz durch die Erben der Leistungsempfänger ist ausgeschlossen (§ 102 Abs. 5 SGB XII).
Nach einer Studie von Irene Becker hatten im Jahr 2007 gut eine Million Menschen ab 65 Jahren einen Anspruch auf Grundsicherung im Alter und bei Erwerbsminderung, jedoch nahmen davon nur 340.000 die Leistung tatsächlich in Anspruch. Als Gründe für die sehr hohe Nichtinanspruchnahme der Leistung nennt Becker unter anderem Scham und mangelnde Information.
Grundsicherung wird nur auf Antrag gewährt (§ 18 Abs. 1 SGB XII).
Zuständig für die Bewilligung der Grundsicherung sind die Grundsicherungsämter bei den Sozialämtern der Kreise und kreisfreien Städte. Der Antrag kann direkt beim Grundsicherungsamt oder hilfsweise bei den Auskunfts- und Beratungsstellen der Deutschen Rentenversicherung gestellt werden, die diesen entsprechend weiterleiten.

## Statistische Angaben
Zum Ende des Jahres 2003 bezogen rund 439.000 Personen Leistungen der Grundsicherung, zum Ende des Jahres 2010 rund 797.000 Personen, Ende 2011 waren es 844.000 Personen. Im Jahr 2012 stieg die Zahl erneut. Es bezogen rund 900.000 Personen Grundsicherungsleistungen. 2013 lag die Zahl bei gut 960.000 Leistungsempfängern. Damit waren deutschlandweit 1,4 Prozent der volljährigen Einwohner auf Leistungen der Grundsicherung im Alter oder bei Erwerbsminderung angewiesen. Betrachtet man nur die Personen ab dem Rentenalter von 65 Jahren, so bezogen Ende 2011 2,9 Prozent der Frauen und 2,2 Prozent der Männer Leistungen der Grundsicherung im Alter. Ende 2013 betrug die Zahl von Leistungsempfängern der Grundsicherung über 65 Jahren rund 499.000. Im Vergleich zum Jahr 2012 ist das ein Anstieg von 7,4 Prozent. Bis Ende des Jahres 2017 stieg die Zahl der Inanspruchnahme von Grundsicherung bei Altersrentnern auf 544.000 = 3,16 Prozent aller Altersrentner. Für Ende des Jahres 2030 wird eine Steigerung in der Projektionsvariante „konstanz“ auf 837.000 (= 4,4 Prozent) bzw. in der Variante „Anstieg“ auf 1.013.000 (= 5,3 Prozent) prognostiziert. In beiden Projektionsvarianten wird die Quote bei Männern über der von Frauen liegen.
Im Jahr 2006 wurden für die Grundsicherung 3,158 Mrd. Euro aufgewendet, bis 2011 sind die Ausgaben auf 4,4 Mrd. Euro angestiegen, dies entspricht etwa 19 Prozent der Sozialhilfeausgaben.
Der Anteil der Personen, die auf Grundsicherung im Alter angewiesen sind, ist zwischen 2006 und 2018 angestiegen. Bei den Männern stieg der Anteil von 1,8 auf 3,1 Prozent und bei den Frauen von 2,6 auf 3,3 Prozent, jeweils der in Frage kommenden älteren Personen.
Ende 2023 lag die Zahl der Empfänger bei über 1,2 Millionen Menschen.

## Personenkreis
Grundsicherung im Alter und bei Erwerbsminderung erhält, wer das 18. Lebensjahr vollendet hat und dauerhaft voll erwerbsgemindert ist im Sinne der gesetzlichen Rentenversicherung (§ 43 Abs. 2 SGB VI) oder die Altersgrenze erreicht hat. Durch das RV-Altersgrenzenanpassungsgesetz gilt die Altersgrenze von 65 Jahren nur für Personen, die vor dem 1. Januar 1947 geboren wurden. Für Personen, die später geboren wurden, wird die Altersgrenze schrittweise angehoben (§ 41 Abs. 2 SGB XII).
In vielen Fällen wird zunächst eine Grundsicherung befristet bewilligt. Dauerhaft voll erwerbsgemindert ist, wer wegen Krankheit oder Behinderung auf nicht absehbare Zeit unter den üblichen Bedingungen des allgemeinen Arbeitsmarktes unabhängig von der Arbeitsmarktlage außerstande ist, täglich mindestens drei Stunden erwerbstätig zu sein. Wer mindestens drei Stunden täglich erwerbstätig sein kann, erhält bei Bedarf Grundsicherung für Arbeitssuchende nach den Vorschriften des SGB II.
Eine Beurteilung über eine dauerhafte volle Erwerbsminderung ist immer eine gutachterliche Einzelfallprüfung der medizinischen Voraussetzungen (§ 45 Abs. 1 SGB XII). Der jeweilige Träger der Rentenversicherung führt das Gutachten durch. Wurde bereits ein Gutachten wegen eines Antrags auf Erwerbsminderungsrente erstellt, ist dieses Gutachten für den Träger der Grundsicherung bindend. Möglicherweise hat bereits die Bundesagentur für Arbeit bei einem vorhergehenden Antrag auf Bürgergeld eine gutachtliche Stellungnahme eingeholt, was dazu führen kann, dass der Antragsteller zweimal hintereinander im Hinblick auf die Erwerbsfähigkeit begutachtet wird.

## Umfang der Leistungen
Die Leistungen richten sich nach § 42 Nr. 1–5 SGB XII.
Die Regelsätze für Ernährung, Kleidung, Körperpflege, Hausrat, Haushaltsstrom und die persönlichen Bedürfnisse des täglichen Lebens sind nach Regelbedarfsstufen pauschaliert bemessen, die von den Landesregierungen festgelegt werden (§ 42 Nr. 1 SGB XII, Anlage zu § 28 SGB XII). Wird in einer Werkstatt für behinderte Menschen ein kostenloses Mittagessen gewährt, ist der Regelsatz zu mindern (§ 28 Abs. 1 Satz 2 SGB XII), weil die Kosten für Ernährung, die mit dem Regelsatz pauschal abgegolten werden, durch die kostenlose Mahlzeit teilweise gedeckt werden. Dies gilt nicht im Eingangsverfahren und im Berufsbildungsbereich. Seit dem 1. Januar 2024 beträgt der monatliche Regelsatz 563 Euro für Alleinstehende bzw. für den Haushaltsvorstand und für Partner und Eheleute jeweils 506 Euro (Anlage zu § 28 SGB XII).
Dazu kommen die Mehrbedarfe nach § 30 SGB XII bis § 33 SGB XII und § 42b SGB XII (§ 42 Nr. 2 SGB XII), beispielsweise für eine kostenaufwändige Ernährung bei Kranken, Genesenden oder behinderten Menschen oder die Anschaffung und Reparaturen von orthopädischen Schuhen. Die Bedarfe für eine angemessene Kranken- und Pflegeversicherung sind in § 35 SGB XII geregelt, Bedarfe für eine angemessene Alterssicherung in § 33 SGB XII.
Leistungen für Unterkunft und Heizung werden bei Leistungsberechtigten außerhalb von Einrichtungen in angemessener Höhe anerkannt (§ 42a SGB XII, § 42 Nr. 4a SGB XII), bei Unterbringung in einer stationären Einrichtung umfassen sie die Höhe der durchschnittlichen angemessenen tatsächlichen Aufwendungen für die Warmmiete eines Einpersonenhaushalts (§ 42 Nr. 4b SGB XII). Für Bewilligungszeiträume, die in der Zeit vom 1. März bis 30. Juni 2020 beginnen, werden bei Leistungsberechtigten außerhalb von Einrichtungen gem. § 141 SGB XII in der Fassung des Sozialschutz-Pakets vom 27. März 2020 abweichend von § 42a Abs. 1 SGB XII für die Dauer von sechs Monaten die tatsächlichen Aufwendungen für Unterkunft und Heizung als angemessen anerkannt.
Bei weiterem besonderen Bedarf können in Einzelfällen ergänzende Darlehen erbracht werden (§ 42 Nr. 5 SGB XII, § 37 SGB XII).

## Unterschiede zur Hilfe zum Lebensunterhalt
Wer Grundsicherung bezieht, ist gegenüber dem Bezug von Hilfe zum Lebensunterhalt beispielsweise günstiger gestellt durch
- Wegfall der Vermutung der Bedarfsdeckung in der Haushaltsgemeinschaft nach § 39 Satz 1 SGB XII,
- Wegfall der Option der darlehensweisen Gewährung bei kurzfristigem Bedarf nach § 38 SGB XII,

jedoch in vielen Fällen schlechter gestellt bezüglich der Vermögensanrechnung (siehe unten Einkommens- und Vermögensanrechnung, letzter Absatz).
In der Regel wird Grundsicherung für zwölf Monate bewilligt (§ 44 SGB XII). Damit handelt es sich im Gegensatz zu den meisten anderen Leistungsbewilligungen des SGB XII um einen Verwaltungsakt mit Dauerwirkung, der nur mit den Einschränkungen des § 48 SGB X aufgehoben werden kann. Sozialhilfe stellt nämlich nach der bisherigen Rechtsprechung des Bundesverwaltungsgerichts zum BSHG keine rentengleiche Dauerleistung dar, der Sozialhilfefall sei gleichsam täglich erneut regelungsbedürftig. Für die Grundsicherung gilt dies nicht, damit liegt auch hier eine Besserstellung gegenüber der Hilfe zum Lebensunterhalt vor.
Da § 35 SGB XII (Barbetrag in Einrichtungen) im 4. Kapitel nicht gilt, wird Leistungsberechtigten in Einrichtungen der Regelsatz nach § 28 Abs. 1 SGB XII i. d. R. auf 27 Prozent gekürzt.
Des Weiteren gibt es in der Grundsicherung im Gegensatz zur Hilfe zum Lebensunterhalt keine sogenannte „Bedarfsgemeinschaft“ (§ 19 Abs. 2 SGB XII). Das Einkommen des Ehepartners ist zwar zu berücksichtigen; kann dieser sich jedoch selbst versorgen, ist nur der bedürftige Teil des Ehepaares Leistungsempfänger, und der andere Partner nicht. Dieser ist dann auch von sämtlichen Vergünstigungen (regionale Hilfen für SGB-XII-Empfänger) ausgeschlossen.

## Einkommens- und Vermögensanrechnung
Anspruch auf Leistungen der Grundsicherung im Alter und bei Erwerbsminderung haben die berechtigten Personen nur, soweit der Lebensunterhalt nicht aus dem Einkommen und/oder dem Vermögen sichergestellt werden kann. Der Einkommens- und Vermögenseinsatz richtet sich nach § 43 SGB XII. Danach ist auch Einkommen und Vermögen des nicht getrennt lebenden Ehegatten oder Lebenspartners sowie des Partners einer eheähnlichen oder lebenspartnerschaftsähnlichen Gemeinschaft, die dessen notwendigen Lebensunterhalt übersteigen, zu berücksichtigen. Der Einkommensbegriff ist in § 82 bis § 84 SGB XII definiert und wird in der dazu ergangenen Verordnung zur Durchführung des § 82 SGB XII näher bestimmt. Demnach sind im Wesentlichen alle im Bedarfszeitraum monatlich zufließenden Einkünfte auf die Grundsicherung anzurechnen, sofern das Gesetz sie nicht davon ausnimmt.
Vom Einkommen sind bestimmte Beträge abzusetzen, vor allem Steuern und Sozialversicherungsbeiträge und weitere mit der Erzielung des Einkommens verbundene Ausgaben (sogenanntes „bereinigtes“ Einkommen). Ferner ist ein Betrag in Höhe von 30 % des Einkommens aus selbständiger und nichtselbständiger Tätigkeit der Leistungsberechtigten abzusetzen, höchstens jedoch 50 % der Regelbedarfsstufe 1 nach der Anlage zu § 28 SGB XII. Seit dem 1. Januar 2024 beträgt der Regelbedarf in Stufe 1 monatlich 563 Euro, der Freibetrag also 281,50 Euro. Für Beschäftigte einer Werkstatt für behinderte Menschen gilt eine Sonderregelung zur Berechnung des Absetzungsbetrags. Der Gesetzgeber beabsichtigte, mit der Absetzungsmöglichkeit einen Anreiz für Erwerbstätigkeit und Werkstattbeschäftigung zu schaffen.
Nach Art. 2 des Betriebsrentenstärkungsgesetzes ist seit dem 1. Januar 2018 ferner ein Betrag von 100 Euro monatlich aus einer zusätzlichen Altersvorsorge der Leistungsberechtigten zuzüglich 30 % des diesen Betrag übersteigenden Einkommens aus einer zusätzlichen Altersvorsorge der Leistungsberechtigten abzusetzen, höchstens jedoch 50 % der Regelbedarfsstufe 1 nach der Anlage zu § 28. Die entsprechenden Ansprüche muss der Leistungsberechtigte vor Erreichen der Regelaltersgrenze auf freiwilliger Grundlage, beispielsweise aufgrund einer freiwilligen Versicherung nach § 7 SGB VI erworben haben (§ 82 Abs. 4 und 5 SGB XII n.F.). Die Einführung eines Einkommensfreibetrags für zusätzliche Altersvorsorge hat zum Ziel, einen Anreiz zu setzen, zusätzliche Altersvorsorge zu betreiben und ein gesamtgesellschaftliches Signal zu setzen, dass sich freiwillige Altersvorsorge in jedem Fall lohnt.
Der Freibetrag für zusätzliche Altersvorsorge tritt zu den bisherigen Freibeträgen für Erwerbseinkommen hinzu. So kann ein Leistungsbezieher der Grundsicherung im Alter und bei Erwerbsminderung gleichzeitig den Freibetrag nach Absatz 3 für sein Erwerbseinkommen und den Freibetrag nach Absatz 4 für seine zusätzliche Altersvorsorge geltend machen.
Begrifflich kein Einkommen bzw. nicht als solches zu berücksichtigen sind:
- andere Leistungen nach dem SGB XII, beispielsweise Blindengeld, Pflegegeld der Hilfe zur Pflege,
- die Grundrente nach dem Bundesversorgungsgesetz,
- Renten oder Beihilfen nach dem Bundesentschädigungsgesetz,
- Einkünfte aus Rückerstattungen, die auf Vorauszahlungen beruhen, die Leistungsberechtigte aus dem Regelsatz erbracht haben, beispielsweise Guthaben aus einer Jahresabrechnung über Haushaltsstrom
- bei Minderjährigen das Kindergeld in bestimmter Höhe
- Einkünfte, die aufgrund ausdrücklicher Vorschriften in anderen Gesetzen nicht auf die Grundsicherung angerechnet werden, beispielsweise Elterngeld (§ 10 BEEG), Leistungen der Pflegeversicherung (§ 13 Abs. 5 SGB XI),
- öffentlich-rechtliche Leistungen, die zu einem ausdrücklich genannten Zweck erbracht werden, der nicht der Sicherung des Lebensunterhalts dient (§ 83 Abs. 1 SGB XII),
- bürgerlich-rechtliches Schmerzensgeld (§ 83 Abs. 2 SGB XII) und
- Zuwendungen der freien Wohlfahrtspflege (§ 84 Abs. 1 und 2 SGB XII)
- steuerfreie Aufwandsentschädigungen, soweit diese 3.000 Euro im Kalenderjahr nicht übersteigen. § 82 Abs. 2 S. 3 SGB XII stellt klar, dass die sog. Ehrenamtspauschale grundsätzlich nicht kumulativ zu den Absetzbeträgen für Erwerbseinkommen gilt, sondern dass Einkommen aus einem Ehrenamt auf die Höchstbeträge für Erwerbseinkommen anzurechnen ist. Hat ein Leistungsberechtigter daher beispielsweise Einnahmen in Höhe von 100 Euro aus ehrenamtlicher Tätigkeit, so kann er zusätzlich noch einen Absetzbetrag für Erwerbseinkommen bis zu einer Höhe von 50 % der Regelbedarfsstufe 1 nach der Anlage zu § 28 abzüglich der bereits in Anspruch genommenen 100 Euro aus steuerfreier Tätigkeit geltend machen.[20]
- Erbschaften

Die Vermögensanrechnung der Hilfeempfänger richtet sich nach § 90 SGB XII und der dazu ergangenen Durchführungsverordnung zu § 90 Abs. 2 Nr. 9 SGB XII. Im Grundsatz muss das gesamte verwertbare Vermögen eingesetzt werden, wobei zahlreiche Ausnahmen vom Gesetz definiert werden, die die Vermögensanrechnung in der Praxis sehr schwierig machen können. Vermögen wird bis zu einem Betrag von 10.000 Euro nicht angerechnet. Vor dem 1. Januar 2023 lag dieser Wert bei 5.000 Euro.

## Einkommens- und Vermögensanrechnung anderer Personen
Einkommen und Vermögen des nicht getrennt lebenden Ehegatten oder Lebenspartners sowie des Partners einer eheähnlichen oder lebenspartnerschaftsähnlichen Gemeinschaft darf nur berücksichtigt werden, soweit es dessen eigenen notwendigen Lebensunterhalt übersteigt (§ 43 Abs. 1 Satz 2 SGB XII).
Unterhaltsansprüche der Leistungsberechtigten gegenüber ihren Kindern und Eltern sind bei einem jährlichen Gesamteinkommen der Kinder oder Eltern unterhalb einer Jahreseinkommensgrenze von 100.000 Euro nicht zu berücksichtigen (§ 43 Abs. 5 Satz 1 SGB XII). Es besteht eine gesetzliche Vermutung, dass das jährliche Gesamteinkommen im Sinne des § 16 SGB IV (Summe der Einkünfte im Sinne des Einkommensteuergesetzes, unscharf: Bruttojahreseinkommen) der nach bürgerlichem Recht Unterhaltspflichtigen 100.000 Euro nicht überschreitet (§ 43 Abs. 5 Satz 2 SGB XII). Hierbei wird jeder unterhaltspflichtige Angehörige einzeln betrachtet. In dieser Regelung soll die wesentliche Zielsetzung des Gesetzgebers umgesetzt werden, der sogenannten versteckten Altersarmut entgegenzuwirken. Die Hemmschwelle vor allem vieler älterer Menschen vor einem Antrag auf Sozialhilfe soll durch den weitgehenden Verzicht auf den Rückgriff gegenüber unterhaltsverpflichteten Kindern gesenkt werden. Es liegt im Ermessen des Sozialhilfeträgers, vom Leistungsempfänger nähere Auskünfte zu verlangen, die Rückschlüsse auf die Einkommensverhältnisse der Unterhaltspflichtigen zulassen (beispielsweise mit der Frage nach den Berufen der Kinder). Die Frage nach den vermuteten Einkünften der Kinder oder Eltern oberhalb von 100.000 Euro ist aufgrund der gesetzlichen Vermutung unzulässig. Sofern jedoch Anhaltspunkte vorliegen, dass die 100.000-Euro-Grenze überschritten wird, sind die Unterhaltspflichtigen verpflichtet, ihre Einkommensverhältnisse offenzulegen. Wurde als Beruf eines Kindes beispielsweise „Rechtsanwalt“, „Klinikleiter“ oder „Hochschulprofessor“ angegeben, stellt dies in aller Regel einen Anhaltspunkt dar, der zu Einkommensauskünften berechtigt.
Einen Vermögenseinsatz der Eltern und Kinder des Leistungsberechtigten sieht das Gesetz nicht vor. Ausgenommen sind Einkünfte aus dem Vermögen (Zinsen, Mieteinnahmen usw.), wenn sie die 100.000-Euro-Grenze überschreiten.

## Ausschluss des Anspruchs auf Grundsicherung
Wer seine Sozialhilfebedürftigkeit in den letzten zehn Jahren vorsätzlich oder grob fahrlässig herbeigeführt hat, hat keinen Anspruch auf Grundsicherung (§ 41 Abs. 4 SGB XII). Diese Regelung soll Leistungsmissbrauch verhindern, insbesondere durch solche Personen, welche versucht haben, durch Schenkungen die Heranziehung ihres bis dahin angesammelten Vermögens zu verhindern.
Allerdings können Schenkungen auch wieder zurückgefordert werden, und zwar dann, wenn der Schenker, nachdem seine Schenkung erfolgt ist, nicht mehr in der Lage ist, seinen eigenen Unterhalt selbst zu bestreiten, oder nicht [mehr] in der Lage ist, seine gesetzlich festgelegten Unterhaltspflichten gegenüber seinem Ehegatten, seinem früheren Ehegatten oder aber Verwandten zu erfüllen (§ 528 BGB).
Eine Schenkung kann hingegen nicht zurückgefordert werden, wenn der Schenker seine Bedürftigkeit vorsätzlich oder durch grobe Fahrlässigkeit [selbst] herbeigeführt hat, oder aber wenn seit der Schenkung bereits 10 Jahre vergangen sind (§ 529 BGB).
Wird Grundsicherung aufgrund von § 41 Abs. 4 SGB XII abgelehnt, kann dennoch ein Anspruch auf Hilfe zum Lebensunterhalt (§§ 27 ff. SGB XII) bestehen. Bei der Hilfe zum Lebensunterhalt ist jedoch ein voller Unterhaltsrückgriff auf die Angehörigen möglich, auch können Erben zur Erstattung der Kosten herangezogen werden. Ferner darf nach § 26 SGB XII die Leistung auf das „zum Lebensunterhalt Unerlässliche“ gekürzt werden – in der Praxis wird eine Kürzung des Regelsatzes um 20 bis 30 Prozent vorgenommen. Auch kann der Sozialhilfeträger einen Kostenersatz nach § 103 SGB XII geltend machen.

## Verfahren und Rechtsmittel
Grundsicherung im Alter und bei Erwerbsminderung wird in der Regel für 12 Monate bewilligt. Der Leistungsanspruch beginnt bei einer Erstbewilligung oder bei einer begünstigenden Leistungsänderung am Ersten des Monats, in dem der Antrag gestellt worden ist. Tritt eine für den Leistungsempfänger ungünstigere Änderung ein, so wirkt sich diese am Ersten des auf die Änderung folgenden Monats aus (§ 44 Abs. 1 SGB XII).
Wer glaubt, in seinen Rechten verletzt worden zu sein, kann gegen die Entscheidungen der Behörde Widerspruch einlegen (§§ 78 ff. Sozialgerichtsgesetz (SGG)). Der Widerspruch ist schriftlich oder zur Niederschrift innerhalb eines Monats einzulegen. Sofern der Widerspruch abgelehnt wurde, kann nach Erlass des Widerspruchsbescheids Klage erhoben werden. Zuständig für Streitigkeiten in Angelegenheiten der Sozialhilfe sind die Gerichte der Sozialgerichtsbarkeit (§ 51 Abs. 1 Nr. 6a SGG).

## Diskussion und Kritik
Die Leistungen wurden ursprünglich entsprechend der Sozialhilfe auf kommunaler Ebene finanziert. Dies führte zu Druck auf Städte, Gemeinden und Anspruchsberechtigte, während Wohnorte von Wohlhabenden kaum von Zahlungen betroffen waren. Um die Kommunen zu entlasten, wird die Finanzierung seit 2014 durch den Bund übernommen (§ 46a SGB XII).
Die Grundsicherung im Alter und bei Erwerbsminderung wird manchmal auch als Mindestsicherung im Alter bezeichnet, die vor Armut schützen soll. Die aktuelle Grundsicherung leistet dies jedoch nicht. Durch die generelle Absenkung des Rentenniveaus werden Menschen im Niedriglohnbereich niemals die entstandene Lücke durch private Vorsorge schließen können. Eine gebrochene Erwerbsbiografie abweichend vom sogenannten Eckrentner mit einem modellhaften Arbeitseinkommen über viele Jahre kann ebenfalls Ursache sein.
Zur Bundestagswahl im Jahr 2013 waren verschiedene Veränderungen der Grundsicherung diskutiert und zur Wahl gestellt worden, darunter auch eine Mindestrente als Sockelbetrag für alle, oder abhängig von Beitragszahlungen wie bei SPD (40 Jahre Minimum) und Grünen (30 Jahre). Die Partei Die Linke versprach den Wählern bereits 2013 eine solidarische Mindestrente von 1050 Euro, so auch der Bundestagsabgeordnete Matthias W. Birkwald. Eine Garantierente wie bei den Grünen mit 30 Renten-Entgeltpunkten entspräche im Jahr 2017 einer Bruttorente von 860 Euro in Ostdeutschland und 914 Euro im Westen. In der Legislaturperiode 2013–2017 brachten die Fraktionen der Grünen und der Linken Anträge in den Bundestag dazu ein, ohne dass diese innerhalb der großen Koalition umgesetzt wurden. Mehrere Klein- und Kleinstparteien in Deutschland fordern ähnliche nach unten abgesicherte Renten gegen Altersarmut.
Eine „Grundrente“ in Form einer Aufstockung niedriger Rentenansprüche bei Bedürftigkeit wurde 2018 im Koalitionsvertrag der 19. Wahlperiode des Bundestages zwischen Union und SPD vereinbart. Eine ähnliche Aufstockung war bereits im Koalitionsvertrag 2013 vorgesehen, wurde jedoch nicht umgesetzt.
Im November 2019 einigte sich die große Koalition auf eine Grundrente als eine Aufstockung der gesetzlichen Renten für Versicherte mit mindestens 33 Beitragsjahren (für den vollen Beitragssatz 35 Jahre), die über das Arbeitsleben hinweg im Jahresdurchschnitt weniger als 80 % des allgemeinen Durchschnittslohns verdient haben. Der Zugang zur Grundrente soll durch eine von der Rentenversicherung und den Finanzämtern vorgenommene Einkommensprüfung begrenzt werden: Wer ein Einkommen von mehr als 1250 Euro (Paare: 1950 Euro) hat, soll keine Grundrente beziehen.

### Rechtsnormen
- Text des Sozialgesetzbuches Zwölftes Buch Sozialhilfe und Grundsicherung bei Alter und Erwerbsminderung
- Verordnungen zum SGB XII und teilweise weitergeltende auf Basis des Bundessozialhilfegesetzes

### Sonstige
- Informationen der Deutschen Rentenversicherung zur Grundsicherung